# Lantenne-Vertière
« Lantenne » redirige ici. Pour l’article homophone, voir L'Antenne.
Lantenne-Vertière est une commune française située dans le département du Doubs, la région culturelle et historique de Franche-Comté et la région administrative Bourgogne-Franche-Comté.

## Géographie

### Localisation
Lantenne-Vertière est un village situé à 20 km l'ouest de Besançon. Il est traversé par le ruisseau de Lantenne, affluent rive gauche du ruisseau du Breuil qui longe la commune au sud.

### Climat
Pour des articles plus généraux, voir Climat de la Bourgogne-Franche-Comté et Climat du Doubs.
En 2010, le climat de la commune est de type climat des marges montargnardes, selon une étude du Centre national de la recherche scientifique s'appuyant sur une série de données couvrant la période 1971-2000. En 2020, Météo-France publie une typologie des climats de la France métropolitaine dans laquelle la commune est exposée à un climat semi-continental et est dans la région climatique  Jura, caractérisée par une forte pluviométrie en toutes saisons (1 000 à 1 500 mm/an), des hivers rigoureux et un ensoleillement médiocre. 
Pour la période 1971-2000, la température annuelle moyenne est de 10,3 °C, avec une amplitude thermique annuelle de 17,6 °C. Le cumul annuel moyen de précipitations est de 1 043 mm, avec 12,8 jours de précipitations en janvier et 9,1 jours en juillet. Pour la période 1991-2020, la température moyenne annuelle observée sur la station météorologique de Météo-France la plus proche, « Dannemarie-sur-Crète », sur la commune de Dannemarie-sur-Crète à 7 km à vol d'oiseau, est de 11,3 °C et le cumul annuel moyen de précipitations est de 1 066,6 mm. 
La température maximale relevée sur cette station est de 39,9 °C, atteinte le 25 juillet 2019 ; la température minimale est de −22 °C, atteinte le 9 janvier 1985,,. 
Les paramètres climatiques de la commune ont été estimés pour le milieu du siècle (2041-2070) selon différents scénarios d'émission de gaz à effet de serre à partir des nouvelles projections climatiques de référence DRIAS-2020. Ils sont consultables sur un site dédié publié par Météo-France en novembre 2022.

## Urbanisme

### Typologie
Au 1er janvier 2024, Lantenne-Vertière est catégorisée commune rurale à habitat dispersé, selon la nouvelle grille communale de densité à 7 niveaux définie par l'Insee en 2022.
Elle est située hors unité urbaine. Par ailleurs la commune fait partie de l'aire d'attraction de Besançon, dont elle est une commune de la couronne,. Cette aire, qui regroupe 310 communes, est catégorisée dans les aires de 200 000 à moins de 700 000 habitants,.

### Occupation des sols
L'occupation des sols de la commune, telle qu'elle ressort de la base de données européenne d’occupation biophysique des sols Corine Land Cover (CLC), est marquée par l'importance des territoires agricoles (63,2 % en 2018), en diminution par rapport à 1990 (66,8 %). La répartition détaillée en 2018 est la suivante : 
forêts (25,5 %), zones agricoles hétérogènes (23,6 %), prairies (20,3 %), terres arables (19,2 %), zones urbanisées (5,9 %), zones industrielles ou commerciales et réseaux de communication (5,5 %). L'évolution de l’occupation des sols de la commune et de ses infrastructures peut être observée sur les différentes représentations cartographiques du territoire : la carte de Cassini (XVIIIe siècle), la carte d'état-major (1820-1866) et les cartes ou photos aériennes de l'IGN pour la période actuelle (1950 à aujourd'hui).

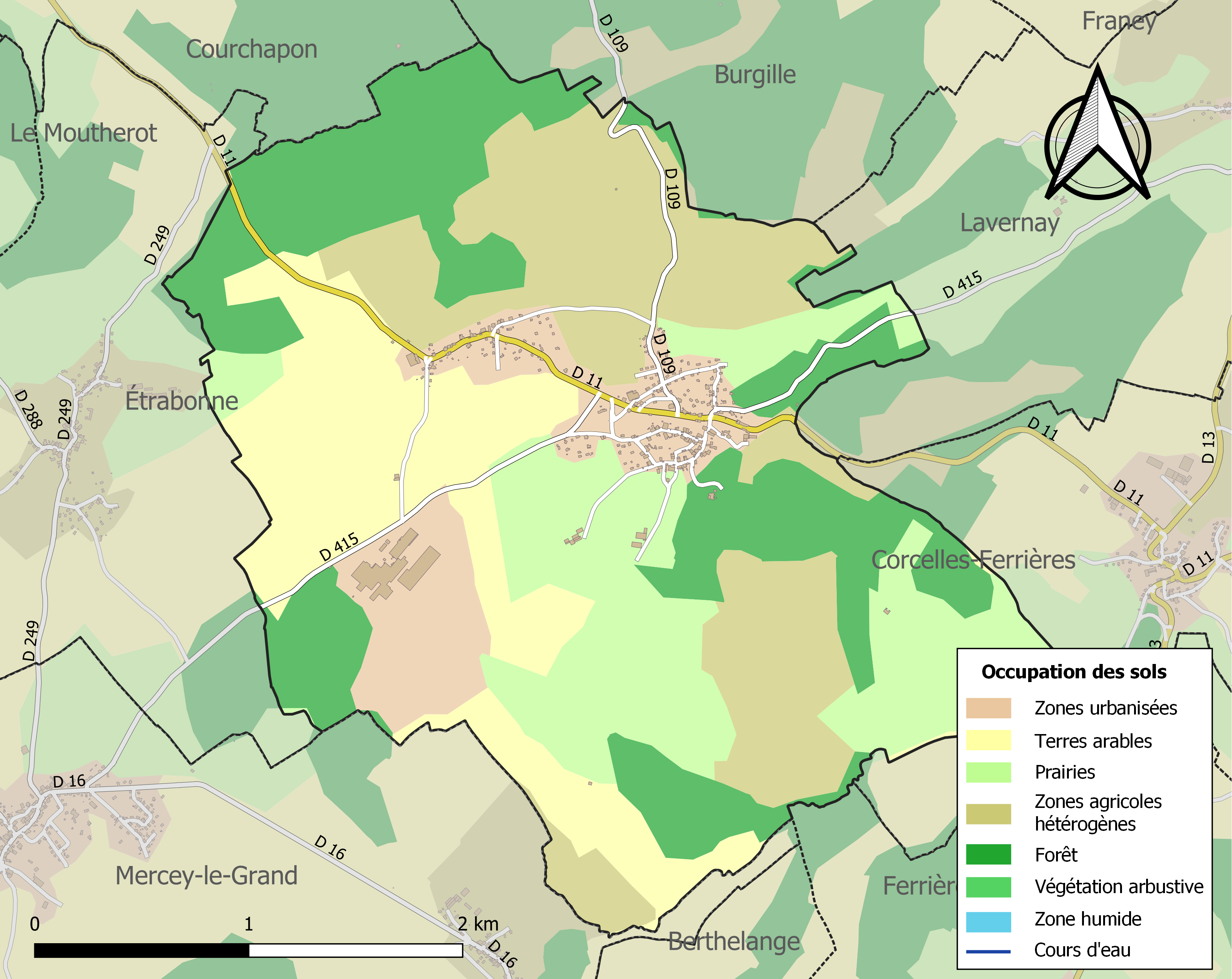
Carte des infrastructures et de l'occupation des sols de la commune en 2018 (CLC).

## Toponymie
Le lieu était désigné comme Lentena en 1275 ; Lanthene au  XIIe siècle ; Lanthena, Lanthene, Lanthenes au XVe siècle.

## Histoire
La commune de Lantenne, instituée lors de la Révolution française, absorbe entre 1790 et 1794 celle de Vertière et  prend la dénomination de Lantenne et Vertiere  puis celle de  Lantenne-Vertière.

## Politique et administration

### Rattachements administratifs et électoraux
La commune se trouve dans l'arrondissement de Besançon du département du Doubs. Pour l'élection des députés, elle fait partie depuis 1986 de la première circonscription du Doubs.
Elle faisait partie depuis 1801 du canton d'Audeux . Dans le cadre du redécoupage cantonal de 2014 en France, la commune est désormais rattachée au canton de Saint-Vit.

### Intercommunalité
La commune était membre de la petite communauté de communes du val Saint-Vitois, créée fin 2001.
À la demande unanime du conseil municipal, la commune obtient d'être rattachée le 1er janvier 2016 à la Communauté de communes du Val marnaysien, dont elle est désormais membre.

### Liste des maires
| Période                                  | Période                   | Identité                                         | Étiquette | Qualité |
| ---------------------------------------- | ------------------------- | ------------------------------------------------ | --------- | --- |
| Les données manquantes sont à compléter. |                           |                                                  |           | |
| mars 2008                                | En cours (au 31 mai 2020) | Thierry Malésieux Réélu pour le mandat 2020-2026 | DVG       | Retraité Vice-président de la communauté de communes du Val Marnaysien (2017 → ) Réélu pour le mandat 2014-2020, |

### Politique de développement durable
Un projet, controversé localement, de parc éolien sur les communes de Mercey-le-Grand, Lantenne-Vertière, Corcondray et Pouilley, comprenant 14 éoliennes, est envisagé et est soumis à enquête publique durant l'été 2018,.

## Démographie
L'évolution du nombre d'habitants est connue à travers les recensements de la population effectués dans la commune depuis 1793. Pour les communes de moins de 10 000 habitants, une enquête de recensement portant sur toute la population est réalisée tous les cinq ans, les populations de référence des années intermédiaires étant quant à elles estimées par interpolation ou extrapolation. Pour la commune, le premier recensement exhaustif entrant dans le cadre du nouveau dispositif a été réalisé en 2008.

En 2022, la commune comptait 545 habitants, en évolution de +1,87 % par rapport à 2016 (Doubs : +1,88 %, France hors Mayotte : +2,11 %).
| 1793 | 1800 | 1806 | 1821 | 1831 | 1836 | 1841 | 1846 | 1851 |
| ---- | ---- | ---- | ---- | ---- | ---- | ---- | ---- | ---- |
| 504  | 611  | 592  | 551  | 550  | 498  | 500  | 501  | 496  |

| 1856 | 1861 | 1866 | 1872 | 1876 | 1881 | 1886 | 1891 | 1896 |
| ---- | ---- | ---- | ---- | ---- | ---- | ---- | ---- | ---- |
| 484  | 481  | 474  | 401  | 390  | 389  | 401  | 405  | 403  |

| 1901 | 1906 | 1911 | 1921 | 1926 | 1931 | 1936 | 1946 | 1954 |
| ---- | ---- | ---- | ---- | ---- | ---- | ---- | ---- | ---- |
| 371  | 355  | 351  | 303  | 295  | 241  | 267  | 285  | 273  |

| 1962 | 1968 | 1975 | 1982 | 1990 | 1999 | 2006 | 2008 | 2013 |
| ---- | ---- | ---- | ---- | ---- | ---- | ---- | ---- | ---- |
| 289  | 272  | 273  | 277  | 311  | 458  | 518  | 535  | 532  |

| 2018 | 2022 | - | - | - | - | - | - | - |
| ---- | ---- | - | - | - | - | - | - | - |
| 533  | 545  | - | - | - | - | - | - | - |

## Économie
Forte d'une tuilerie de grande dimension (filon d'argile exceptionnel), d'une dizaine d'artisans, de quatre agriculteurs, d'un foyer rural et d'un passé largement décrit et dessiné par une figure locale exceptionnelle (l'abbé Jean Garneret)[réf. nécessaire].

## Culture locale et patrimoine

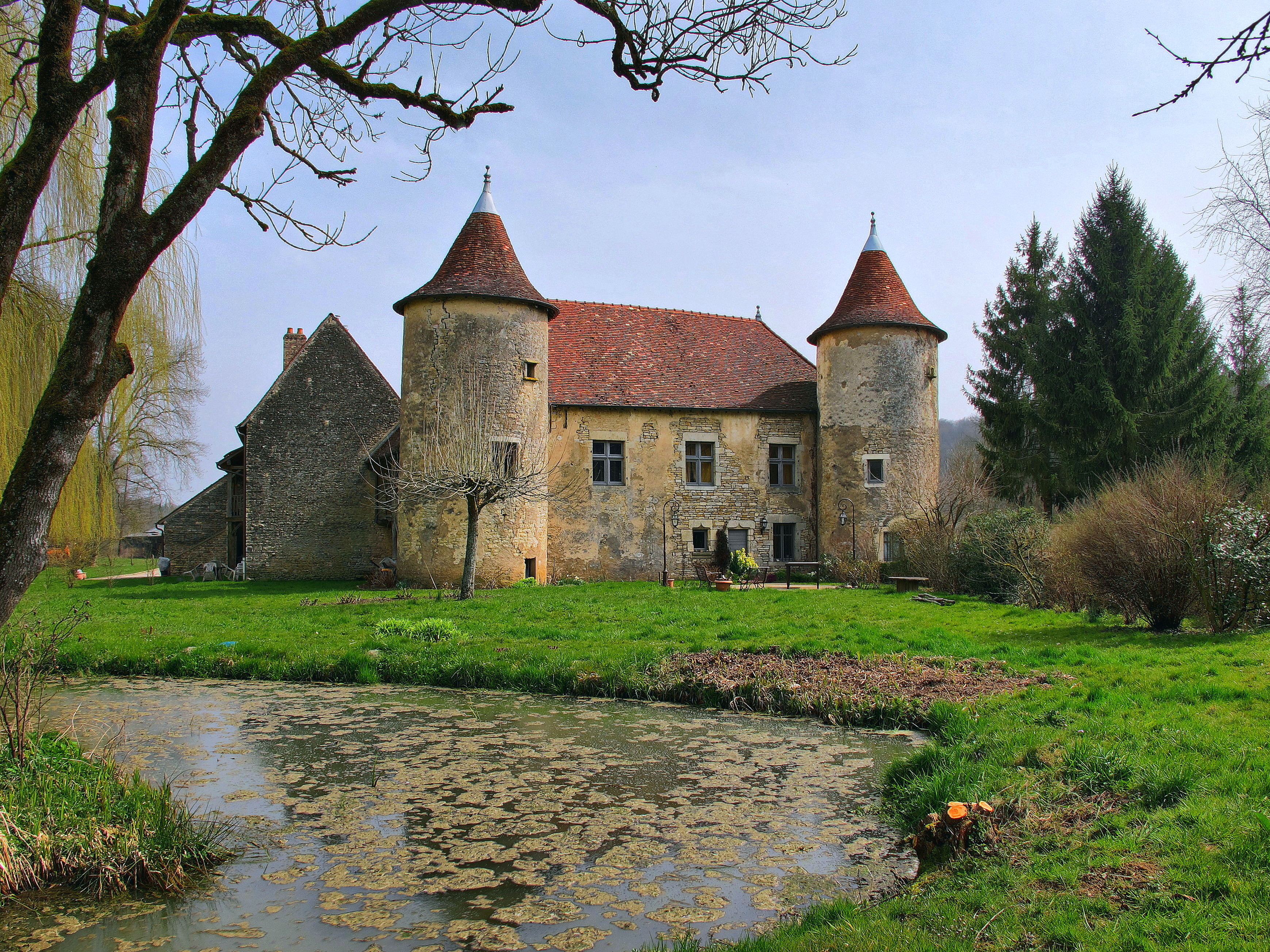
Le château au bord du ruisseau.

### Lieux et monuments
- L'église Saint-Laurent qui se trouve au centre du village. Elle a été rebâtie en 1742, le portail du clocher porte la date de 1628.
- Un château du XVIe siècle situé sur la gauche en arrivant de Besançon. Habité en 1687 par le seigneur de Vertière, il appartient ensuite à la famille de Saint Claude. C'est un corps de logis avec grange et deux tours rondes, un four, une fontaine, une vaste cour et des jardins.

### Personnalités liées à la commune
L'abbé Jean Garneret, spécialiste du folklore comtois, curé de Lantenne-Vertière à partir de 1936.

### Héraldique
| Blason de Lantenne-Vertière | Blason  | Tiercé en chevron d'argent, de gueules et de sable, le tout chargé de deux bannières carrées adossées, à dextre de sable à la croix d'argent, à senestre de gueules au sautoir écoté d'or, les hampes ferrées d'or, mouvant de la pointe ; au bouquet de trois épis de blé tigés et feuillés d'or, mouvant de la pointe surbrochant sur le tout. |
| Blason de Lantenne-Vertière | Détails | La première bannière est aux armes des sires de Lantenne, et la seconde à la famille de Saint-Claude, tous deux anciens seigneurs du village. Création de Nicolas Vernot adoptée par la municipalité en 2012. |